# Arttu Lappi
Arttu Ville Eemeli Lappi (Kuopio, 1984. május 11. –) finn síugró, a Puijon Hiihtoseura versenyzője. 
Nemzetközi versenyen 2001. november 11-én, a Kontinentális Kupa kuusamói versenyén debütált. A 27. helyen végzett. Lahtiban, december 15-én 25. lett, másnap ugyanitt 12. A Síugró-világkupában 2002. március 1-jén, Lahtiban mutatkozott be, és egyből a 8. helyen végzett. Március 13-án, Falunban 15. lett. A szezon végén így 48. volt, 51 ponttal. A következő idényben 22. lett, 241 ponttal. 2003-ban, a Val di Fiemme-i északisí-vb-n nagysáncon aranyérmet nyert (Ahonennel, Kiuruval és M. Hautamäkivel) a csapatversenyben. Egyéniben a 12. helyen végzett.
A következő három Világkupa-szezonban nem szerzett pontot. Már úgy tűnt, teljesen eltűnik a süllyesztőben, de a 2006. őszii eredményei biztatóak voltak: november 11-én, az Ensi Lumin, Rovaniemiben 2. lett; egy nap múlva, a Sarki Éjszaka nevű versenyen pedig első. November 13-án, a vuokatti középsáncon is ő nyert (Ahonent lepontozták). 
November 23-án a Kuusamoi Világkupa nyitányon az edzésen Lappi 141 méterrel nyert; másnap, a versenyben is első lett. (Az igazat megvallva a legjobb ugrók borzalmas körülmények közt ugrottak, de Lappi ugrása még így is a legkiválóbbak közé tartozott volna. A 2. kört törölték.). Lillehammerben két 21. helyet szerzett, így Lappi jelenleg 5. a Világkupa-összetettben. Négysánc verseny 3. verseny után Lappi 11 ponttal 2. Anders Jacobsen mögött, már csak az utolsó verseny van hátra, és Arttunak minden esélye meg van, hogy megnyerje a 4sánc versenyt.
Arttu Lappi Elan sílécekkel versenyez.

## Világkupa
| Szezonok | Helyezés | Pontszám |
| -------- | -------- | -------- |
| 2001–02  | 48.      | 51       |
| 2002–03  | 22.      | 241      |
| 2006–07  |          |          |